# 扎卡诺波利
扎卡诺波利（義大利語：Zaccanopoli），是意大利维博瓦伦蒂亚省的一个市镇。总面积6平方公里，人口819人，人口密度136.5人/平方公里（2009年）。